# 里奇蘭鎮區 (阿肯色州利特爾里弗縣)
里奇蘭鎮區（英語：Richland Township）是位於美國阿肯色州利特爾里弗縣的一個行政鎮區。

## 地方資料
里奇蘭鎮區的面積為118.85平方千米，當中陸地面積為110.47平方千米，而水域面積為8.38平方千米。根據2010年美國人口普查的數據，當地共有人口18人，而人口密度為每平方千米0.15人。